# 加沙战争人质危机
2023年哈瑪斯襲擊以色列後，哈马斯和其他巴勒斯坦武装组织綁架了251名以色列人質，並且把他們帶到了加沙地带。
哈马斯表示願意释放所有人质，前提是以色列要释放所有巴勒斯坦囚犯。截至2023年10月，以色列方面共关押了5,200名巴勒斯坦人。 包括卡塔尔在內的數个国家参与了以色列与哈马斯之间的谈判。 
2023年11月22日，以色列同意释放150名巴勒斯坦囚犯并停火四天，哈马斯方面則同意释放约50名人质。截至2023年11月30日，已有105名人质获释，其中包括81名以色列人、23名泰国人和1名菲律宾人。  2024年2月12日，两名阿根廷裔以色列平民被以色列國防軍營救。截至2024年6月，根据以色列方面的信息，哈马斯方面依然扣押了77名人质和43具尸体。 
截至2024年2月14日，已有116名人质活著回到以色列，在以色列釋放哈馬斯戰俘後，哈馬斯方面釋放了105名人質，另外哈马斯单方面释放了4名人質，以色列國防軍救出了8名人質。  19名人质尸体被送回以色列，其中3名人質在以色列國防軍誤殺人質事件中身亡 ，以色列方面表示，2023年10月7日當天，有62名人质被哈马斯杀害。 截至2024年6月8日，仍有120名人质被关押在加沙地带，其中116人是于2023年10月7日被绑架的。 
在以色列和哈瑪斯同意自2025年1月19日起在加沙地帶停火後，哈瑪斯會先釋放33名人質。1月25日，四名以色列人质率先獲釋。2月1日，哈瑪斯移交3名以色列人質。2月8日，哈马斯释放了三名以色列男性人质。2月20日，哈馬斯首次移交人質遺體，但有一位遺體以色列方面表示並非是以色列人質，而是加沙地帶的婦女。以色列方面對此反應激烈。隨後哈馬斯向以色列移交正確的人質遺體，並且又於2月22日釋放6名人質。2月27日，哈馬斯又歸還四名以色列人質的遺體。